# Camargue gardoise fluvio-lacustre
Camargue gardoise fluvio-lacustre este o arie protejată (arie de protecție specială avifaunistică — SPA) din Franța întinsă pe o suprafață de 5.716 ha, integral pe uscat.

## Localizare
Centrul sitului Camargue gardoise fluvio-lacustre este situat la coordonatele 43°37′00″N 4°19′04″E / 43.61667°N 4.31778°E.

## Înființare
Situl Camargue gardoise fluvio-lacustre a fost declarat arie de protecție specială avifaunistică în baza directivei 79/409 din 1979 referitoare la conservarea păsărilor sălbatice pentru a proteja 45 de specii de animale.

## Biodiversitate
Situată în ecoregiunea mediteraneană, aria protejată nu include niciun habitat protejat.
La baza desemnării sitului se află mai multe specii protejate de  păsări (45): privighetoare-de-baltă (Acrocephalus melanopogon), pitulice de apă (Acrocephalus paludicola), pescăruș albastru (Alcedo atthis), acvilă țipătoare mare (Aquila clanga), stârc roșu (Ardea purpurea), stârc galben (Ardeola ralloides), buhai de baltă (Botaurus stellaris), pasărea ogorului (Burhinus oedicnemus), Charadrius morinellus, chirighiță-cu-obraz-alb (Chlidonias hybridus), chirighiță neagră (Chlidonias niger), barză albă (Ciconia ciconia), barză neagră (Ciconia nigra), șerpar (Circaetus gallicus), erete de stuf (Circus aeruginosus), erete vânăt (Circus cyaneus), erete cenușiu (Circus pygargus), dumbrăveancă (Coracias garrulus), egretă albă (Egretta alba), egretă mică (Egretta garzetta), șoim călător (Falco peregrinus), pescăriță râzătoare (Gelochelidon nilotica), ciovlica roșcată (Glareola pratincola), cocor (Grus grus), Hieraaetus fasciatus, acvilă pitică (Hieraaetus pennatus), piciorong (Himantopus himantopus), stârc pitic (Ixobrychus minutus), pescăruș-cu-cap-negru (Larus melanocephalus), gușă albastră (Luscinia svecica), gaia neagră (Milvus migrans), rață cu ciuf (Netta rufina), stârc de noapte (Nycticorax nycticorax), vultur pescar (Pandion haliaetus), pițigoi de stuf (Panurus biarmicus), viespar (Pernis apivorus), bătăuș (Philomachus pugnax), Phoenicopterus ruber, lopătar (Platalea leucorodia), țigănuș (Plegadis falcinellus), Porphyrio porphyrio, cresteț cenușiu (Porzana parva), cresteț pestriț (Porzana porzana), chiră de baltă (Sterna hirundo), fluierar de mlaștină (Tringa glareola).
Pe lângă speciile protejate, pe teritoriul sitului au mai fost identificate 6 specii de păsări.